# Sir Ratzeputz
Sir Ratzeputz, född 6 april 2010 i Sverige, död 22 juni 2020, var en svensk varmblodig travhäst. Han tränades av Timo Nurmos och kördes av kuskarna Jorma Kontio, Erik Adielsson eller Björn Goop.
Sir Ratzeputz tävlade mellan 2013 och 2020, och 3,2 miljoner kronor på 59 starter varav 15 segrar, 8 andraplatser och 8 tredjeplatser. Han inledde karriären i maj 2013 och tog sin första seger redan i debutloppet. Han tog karriärens största segrar i Prix Hygica (2017), Prix du Roussillon (2017) och Steinlagers Äreslöp (2018). Han har även kommit på andraplats i Konung Gustaf V:s Pokal (2014), Silverdivisionens final (juni 2015) och Gulddivisionens final (feb 2018).
Sommaren 2017 tävlade han i Frankrike och kördes i sina starter där av Björn Goop. Den 23 juni 2017 gjorde han sin första start på Vincennesbanan i Paris då han startade i Prix Hygica och segrade från ledningen.
Den 22 juni 2020 föll Sir Ratzeputz ihop efter ett träningsjobb och avled.